# Шав'єр Рібас
Шав'єр Рібас (ісп. Xavier Ribas, 16 лютого 1976) — іспанський хокеїст на траві.
Срібний призер Олімпійських Ігор 2008 року, учасник 2000, 2004 років.
Чемпіон Європи 2005 року, срібний призер 2007 року.
Переможець Виклику чемпіонів 2003 року.
Срібний призер Чемпіонату світу 1998 року.
Бронзовий призер Трофею чемпіонів 2005, 2006 років.